# Полін Мелвілл
Полін Мелвілл (нар. 1948) — письменниця англо-гаянського походження та колишня акторка, яка зараз проживає в Лондоні, Англія. Серед нагород, які вона отримала за свої твори: оповідання, романи та нариси — Премія письменників Співдружності, Художня премія «Ґардіан», Вітбредська премія та Літературна премія Гаяни. Салман Рушді сказав: «Я вважаю, що вона одна з небагатьох справді оригінальних письменників, які з'явилися за останні роки».

## Біографія
Мелвілл народилася у колишній колонії Британська Гвіана (сучасна Гаяна), де вона провела свої дошкільні роки у 1940-х роках; її мати була англійкою, а батько — гвіанцем змішаної раси, «частково південноамериканських індіанців, африканців і шотландців».
На початку 1950-х років сім'я переїхала до південного Лондона, і після закінчення школи на початку 1960-х років Мелвілл працювала у лондонському театрі Королівський двір, цей досвід привів її до професійної акторської кар'єри. Вона вперше з'явилася у фільмах у 1967 році. У 1970—1974 роках Мелвілл займалася своєю освітою, навчаючись на курсі психології та економіки в Університеті Брунеля, потім намагалася поєднати мистецтво та політику, працюючи з Joint Stock Theatre Company та шотландською театральною компанією 7:84. Вона також займалася політикою після проголошення незалежності Гаяни та в інших країнах Карибського регіону, навчаючи грамоті в Гренаді та працюючи в Ямайській школі драми, а також почала писати оповідання.
У кар'єрі акторки для Мелвілл були найбільш плідними 1980-ті роки, серед її ролей того періоду у «Моні Лізі» та «Довгій Страсній п'ятниці», а також у телепроєктах, зокрема в ситкомах «Молоді» та «Дівчата на вершині».

## Доробок письменниці
Згідно з Gadfly Online, «Для багатьох своїх творів Мелвілл знайшла натхнення у людях та подіях, які вона спостерігала, коли росла в Гаяні, колишній британській колонії, яка була залежною територією до 1966 року. У дитячі та підліткові роки Мелвілл стала свідком складних соціальних проблем нації, яка почала відчайдушно боротися за модернізацію та подолання свого імперіалістичного минулого. Сьогодні в регіоні співіснує разюча кількість культур, різного ступеня дружності, від європейських до американських індіанців і африканських до східно-індійських, а жителі Гаяни стикаються з бідністю, забрудненням навколишнього середовища та нестачею основних товарів, включно з електроенергію».
Сама Мелвілл сказала в інтерв'ю 2010 року: «Бути письменницею — це все одно, що бути мийником вікон у будинку чи замку, де вікна закриті брудом і кіптявою. Писати — це як мити вікна, щоб люди побачили світ, якого вони ніколи раніше не бачили».

### «Shape-Shifter» (1990)
Її перша книга, збірка оповідань «Shape-Shifter», була опублікована у 1990 році та отримала кілька нагород, зокрема Премію письменників Співдружності за найкращу першу книгу (для регіону Західної півкулі та загалом для Співдружності націй), премію Художню премію «Ґардіан» та нагороду PEN/Macmillan Silver Pen Award. Кілька історій стосуються постколоніального життя у Карибському басейні, зокрема в її рідній Гаяні, а також деяких історій, дія яких відбувається в Лондоні. Серед персонажів переважають переселенці з колишніх колоній, які намагаються змиритися з новим життям у Британії, знайти себе, примирити своє минуле та втекти від неспокою, про який натякає назва. Салман Рушді описав збірку як «виключно різку, кумедну, оригінальну… частково карибську магію, частково лондонський бруд, написану вивертливою мовою хамелеона, яка часто викликає насолоду». Інше схвалення критиків включало рецензію в «Publishers Weekly» на «цю дивовижну дебютну збірку»: «Мелвілл перетворює буденність, але ніколи не втрачає з поля зору соціальну нерівність чи задоволення від сміху».

### «The Ventriloquist's Tale» (1997)
Перший роман Мелвілл, «The Ventriloquist's Tale» (1997), отримав Вітбредську премію, Премію Гаяни з літератури й отримала номінацію на Помаранчеву літературну премію. У книзі, яку один рецензент схарактеризував як «унікальний погляд на конфлікти стародавніх і сучасних способів», Мелвілл досліджує природу художньої літератури й оповідання і пише про вплив європейських колонізаторів на індіанців Гаяни через історію одного брата та сестра. Як повідомляє «Publishers Weekly»: «В амбітному та добре реалізованому дебюті Мелвілл, дія якого відбувається в сучасній Гаяні, релігійні, соціальні та філософські напруження охоплюють усіх героїв. … Точні характеристики Мелвілл, плавна проза, влучні образи та чудово стримані діалоги підвищують її майстерність як оповідача. Несентиментальна, але зворушлива розповідь про біль туги, ця книга є містичною, але люто раціоналістичною, ідеологічною, але холоднокровною над політикою … блискучою, дотепною та складною». Джей Паріні написав у «Нью-Йорк таймс»: «У цьому чудовому романі Мелвілл показала себе проникливим спостерігачем і талановитим сатириком, таким, який не бере в полон».

### «The Migration of Ghosts» (1998)
Її збірка оповідань 1998 року «The Migration of Ghosts» — це книга складних багатошарових історій про фізичне й емоційне переміщення. За словами одного рецензента: «Чудове відчуття темпу — це перша з навичок Мелвілл, яка вражає читача цієї заворожуючої збірки. По-друге, це її дар голосу… вона має дивовижний діапазон: від вест-індійців у Лондоні, які святкують карнавал, до сором'язливих, обурених індіанців макусі, яких її буквально налаштований британський чоловік привіз на весілля в Лондоні, до дратівливої канадської дружини, чий чоловік був відправлений до Гаяни на два роки, щоб служити неофіційним брехуном для гірничодобувної корпорації. Магічний реалізм — це ярлик, який більшість читачів і критиків наклеять на роботи Мелвілл… це відповідний, але неповний опис. Дюжина історій пронизана музичним хаосом і лукавим гумором. … Чарівність в ексцентричних оповіданнях Мелвілл ні добра, ні погана, ні біла, ні чорна, а чарівністю повної множинності та багатьох можливостей життя».

### «Eating Air» (2009)
Роман «Eating Air» 2009 року «Індепендент» назвав "віртуозним виконанням, що грає з безліччю персонажів. Лавінія Грінлоу написала у «Файненшл таймс»: «Світ фантастики Полін Мелвілл — це світ, у якому люди ковзають то туди, то сюди. Він сповнений тіней, провини та темних таємниць. У її другому романі, „Eating Air“, це надзвичайно широкий світ, який пролягає від південного Лондона до Італії, Бразилії до Суринаму протягом останніх 30 років. … Що робить цей роман переконливим, так це те, як одна людина веде нас до наступної, і як ми виходимо за рамки, щоб знову опинятися в центрі. … Мелвілл не потрібно покладатися на риторику чи чарівність. Її чистий стиль і відсторонене бачення дозволяють нам зосередитися на тому, що ці люди насправді роблять, а не на тому, що вони збираються зробити. Це книга про різницю між наміром і дією — і про те, як на нас впливають набагато більше, ніж ми знаємо».

### «The Master of Chaos and Other Fables» (2021)
У своїй останній книзі «The Master of Chaos and Other Fables» процитовані слова Салмана Рушді: «У цьому віртуозному виконанні Полін Мелвілл показує нам світ, що переживає потрясіння, і нагадує, що ми живемо саме там». Бенджамін Зефанія, написавши в журналі «Вог», похвалив збірку: «Тут любов, політика, співчуття, магія та гумор». Вибравши «Анна Кареніна та мадам Боварі обговорюють свої самогубства» з книги як рекомендовану літературу, Брендон Тейлор з Electric Literature сказав: «Як спритно Полін Мелвілл дурить цих героїв. … Це дивовижна історія про історії, яка ставить навідні питання про засіб і наратив, а також про те, що означає забрати свою історію для себе. Усе сказано з чарівністю та теплим інтелектом».

### Інша літературна діяльність
У 1992 році її нарис «Beyond the Pale» з'явилось в антології «Daughters of Africa» під редакцією Маргарет Басбі, як і вірш «Mixed», вперше опублікований у книзі Девіда Дебідіна «Rented Rooms» 1998 року.
У листопаді 2012 року Мелвілл прочитала лекцію «Література Гаяни, магічний реалізм і зв'язок з Південною Америкою» в серії лекцій пам'яті Едгара Міттельгольцера в Умана Яна в Джорджтауні.
У 2018 році Мелвілл стала членом Королівського літературного товариства.

## Нагороди та відзнаки
- 1990: Письменницька премія Співдружності (регіональний і загальний переможці за найкращу першу книгу) за «Shape-Shifter»
- 1990: Художня премія «Ґардіан» за «Shape-Shifter»
- 1991: Премія PEN/Macmillan Silver Pen Award за «Shape-Shifter»
- 1997: Вітбредська премія за «The Ventriloquist's Tale»
- 1998: Помаранчева літературна премія (шорт-лист) за «The Ventriloquist's Tale»
- 1998: Премія Гаяни з літератури за «The Ventriloquist's Tale»
- 2018: обраний членом Королівського літературного товариства

## Фільмографія
| Рік       |    | Українська назва                | Оригінальна назва                  | Роль            |
| --------- | -- | ------------------------------- | ---------------------------------- | --------------- |
| 1967      | ф  | Улісс                           | Ulysses                            |                 |
| 1967      | ф  | Далеко від шаленої юрби         | Far from the Madding Crowd         | місис Толл      |
| 1980      | ф  | Довга Страсна п'ятниця'         | The Long Good Friday               | Дора            |
| 1981      | ф  |                                 | Boom Boom, Out Go the Lights       | у ролі себе     |
| 1982      | ф  | Шпиталь «Британія»              | Britannia Hospital                 | Кларисса        |
| 1982—1984 | с  | Молоді                          | The Young Ones                     | різні ролі      |
| 1983      | ф  | Скребки                         | Scrubbers                          | Кроу            |
| 1985      | ф  | Біле місто                      | White City                         | жінка в офісі   |
| 1985      | с  | Дівчата на вершині              | Girls on Top                       | Івонн           |
| 1985      | с  | Щасливі сім'ї                   | Happy Families                     | наглядачка      |
| 1986      | ф  | Мона Ліза                       | Mona Lisa                          | Дон             |
| 1988      | с  | Різдвяний спів Чорної Гадюки    | Blackadder's Christmas Carol       | місис Скретчит  |
| 1988      | с  | Comic Strip представляє         | The Comic Strip Presents           | Полін Снік      |
| 1988      | с  |                                 | Alexei Sayle's Stuff               |                 |
| 1989      | с  | Червоний карлик                 | Armchair                           | буфетниця       |
| 1989      | ф  | Як просунутися в рекламі        | How to Get Ahead in Advertising    | місис Войлес    |
| 1990      | с  | Алас Сміт і Джонс               | Alas Smith and Jones               |                 |
| 1991      | тф | Дім Бернарди Альби              | The House of Bernarda Alba         | Пруденсія       |
| 1992      | ф  | Утц                             | Utz                                | куратор         |
| 1992      | с  | 2,4 дитини                      | 2 Point 4 Children                 | Бабс            |
| 1992      | с  | Хроніки молодого Індіани Джонса | The Young Indiana Jones Chronicles | Мейсі Кемп      |
| 1992      | с  |                                 | Desmond's                          | місис Мартін    |
| 1993      | ф  | Країна тіней                    | Shadowlands                        | голова комітету |
| 1993      | с  | Спендер                         | Spender                            | суддя           |
| 1994      | с  | Примара                         | Ghostwriter                        | Рита            |
| 1994      | ф  | Дім вдалині від дому            | Home Away From Home                | сусідка         |
| 1997      | с  | Білл                            | The Bill                           | місис Остін     |
| 2010      | ф  | Брайтон Рок                     | Brighton Rock                      | ігуменя         |

## Подальше читання
- John Thieme, «Throwing One's Voice? Narrative Agency in Pauline Melville's The Ventriloquist's Tale», Academia.edu. 2000.
- Helen Pyne-Timothy, «Reading the Signs in Pauline Melville's 'Erzulie'», Journal of Haitian Studies, Vol. 7, No. 1 (Spring 2001), pp. 136–147.
- Liliana Sikorska, «Pauline Melville's marvels of reality», in Eyes Deep with Unfathomable Stories: The Poetics and Politics of Magic Realism Today and in the Past. Liliana Sikorska (ed.), Studies in Literature in English, Vol. 4. Frankfurt: Peter Lang. 1988.
- Kathleen Williams Renk, "'Magic that Battles Death': Pauline Melville's Marvellous Realism", The Journal of Commonwealth Literature, Volume 44, issue 1 (1 March 2009), pp. 101—115.